# Jan Pindór
Jan Pindór (5. prosince 1852 v Horní Líštné – 29. prosince 1924 v Cieszyně) byl polský evangelický pastor, překladatel a spisovatel.
Přeložil do polštiny díla významných anglických teologů, jako např. Johna Bunyana nebo Richarda Baxtera.
Evangelickým pastorem byl i Janův bratr Josef Pindor.